# Henrik Jensen (fodboldtræner)
 Der er flere personer med dette navn, se Henrik Jensen.
Henrik Jensen (født 11. januar 1985 i Aalborg) er en dansk fodboldtræner, der er cheftræner for Kalmar FF. Han har UEFA's pro-trænerlicens, og har også en MA i kommunikation.